# TEXA
TEXA S.p.A. (Tecnologie Elettroniche X l'Automotive) è un'azienda italiana specializzata nella progettazione, industrializzazione e costruzione di strumenti diagnostici, dispositivi per la telediagnosi, stazioni per la manutenzione degli impianti A/C, analizzatori gas di scarico, dedicati ad autovetture, motociclette, camion, mezzi agricoli e motori marini. L’ultima frontiera riguarda la produzione di sofisticati sistemi powertrain per veicoli a propulsione elettrica e ibrida.
La sede principale è a Monastier di Treviso, dove lavorano attualmente oltre 750 dipendenti. I restanti 200 sono dislocati nelle filiali commerciali all’estero presenti in Francia, Germania, Spagna, UK, Polonia, Russia, Stati Uniti, Brasile.

## Storia
TEXA viene fondata nel 1992 da Bruno Vianello e Manuele Cavalli, a Roncade, con l'intento di realizzare strumenti destinati ai meccanici per risolvere i guasti alle centraline elettroniche dei veicoli, la cui diffusione comincia proprio all'inizio degli anni '90.
Passata negli anni ad una produzione di tipo industriale, nel 2000 comincia il processo di internazionalizzazione che si concretizza l'anno successivo con la costituzione di TEXA Iberica Diagnosis nei pressi di Barcellona.
Nel 2002 TEXA diventa Società per Azioni e nello stesso anno nasce TEXA Deutschland. A marzo 2004 viene inaugurata la nuova sede italiana, nel vicino comune di Monastier di Treviso.
Tra il 2005 e il 2008 nascono TEXA France Sarl, TEXA UK Ltd., TEXA Russia OOO e TEXA Polonia Sp. z.o.o. In questi anni, l'azienda si espande anche oltreoceano aprendo una filiale negli Stati Uniti (nel 2006) e una in Brasile nel 2014.
Il 2011 segna l'inizio della collaborazione con Ducati, per la quale TEXA diventa Fornitore Ufficiale di strumenti dedicati alla manutenzione delle motociclette. Nel 2012, in concomitanza con il ventennale della fondazione, è stata inaugurata, alla presenza dell'allora Ministero del lavoro e delle politiche sociali Elsa Fornero, la nuova sede, un particolare complesso architettonico sviluppato su 30.000 m² coperti, su una superficie totale di oltre 100.000 m².
Intuendo come il futuro dell’automotive potesse essere presto rappresentato dalla mobilità elettrica, a partire dal 2018 l’azienda ha dato il via alle prime attività di ricerca e sviluppo al fine di progettare e costruire sistemi inverter, vehicle control unit e motori elettrici per questa nuova generazione di veicoli.
A settembre 2023, alla presenza del Ministro per i Rapporti con il Parlamento, Luca Ciriani, a pochi passi dalla sede principale è stato inaugurato il nuovo stabilimento TEXA e-Powertrain, che può annoverare Lamborghini tra i principali clienti.
In questi anni TEXA ha ospitato personalità di spicco del mondo della politica. Tra questi, l’ex Ministro degli Esteri, Angelino Alfano; l’ex Premier, Matteo Renzi; Matteo Salvini e Antonio Tajani, attuali Ministro delle Infrastrutture e dei Trasporti e Ministro degli Affari Esteri e della Cooperazione Internazionale.

## Impegno sociale
TEXA ha attivato dal 2004 il progetto sociale TEXAEDU che offre un programma didattico e di aggiornamento ai meccanici e agli studenti che si affacciano per la prima volta sul mondo del lavoro. Ha istituito, inoltre, il progetto Academy, attraverso il quale organizza in 61 istituti professionali italiani, un corso biennale riconosciuto dal Ministero dell'istruzione, dell'università e della ricerca che rilascia il diploma legale di “meccatronico”, ovvero di meccanico specializzato in elettronica.
Nel 2022, inoltre, TEXA è entrata a fare parte del “Registro delle Eccellenze” del MIUR, l’elenco dei soggetti esterni accreditati a collaborare con l’Amministrazione Scolastica per promuovere e realizzare programmi di confronto e competizione, nazionali e internazionali, dedicati agli studenti delle scuole secondarie di secondo grado, statali e paritarie.

## La collaborazione con Milo Manara
Dal 2008 TEXA ha attivato una collaborazione artistica con il disegnatore Milo Manara, il quale ogni anno realizza l’esclusivo calendario aziendale.

## Premi e riconoscimenti

### Premi nazionali
- Finalista Premio Imprenditore dell’Anno Ernst & Young (2008).
- Vincitori Premio Città Impresa (2008 e 2010).
- Vincitori Premio Unioncamere del Veneto (2009).
- Vincitori Premio Marco Polo per il commercio con l’estero (2010).
- Smau, vincitori per la categoria Architetture IT (2011).
- Vincitori Premio “Giovani in Fabbrica” di Unindustria Treviso (2012).
- Vincitori Premio Capital (2013, 2014).
- Finalista Premio Nazionale della meccatronica (2014).
- Premiata dal MIT Technology Review tra le 10 aziende “disruptive” d’Italia (2015).
- Premio Nazionale Orientagiovani di Confindustria (2015).[10]
- Premio della Statistica “Data Driven Innovation” (2019).
- Bruno Vianello insignito del titolo di Cavaliere del Lavoro (2023)[11]

#### Premio per l'Innovazione e Cavalierato del Lavoro
Il 14 Giugno 2011, Bruno Vianello ha ricevuto al Quirinale dall'allora Presidente della Repubblica Giorgio Napolitano il "Premio Imprese Per l'Innovazione", assegnato a TEXA come prima classificata dopo una selezione nazionale effettuata da esperti e consulenti di Confindustria.
Il 18 ottobre 2023, nel corso di una cerimonia che si è tenuta al Quirinale, il Presidente della Repubblica, Sergio Mattarella, ha consegnato a Bruno Vianello la prestigiosa insegna che gli conferisce in modo ufficiale il titolo di Cavaliere del Lavoro.

### Premi internazionali
- Premio GIPA (Groupement Inter Professionnel de l'Automobile) per la Diagnosi elettronica (2005).
- Premio GIPA (Groupement Inter Professionnel de l'Automobile) per il programma TEXAEDU (2009).
- Trofeo d’Oro al Grand Prix Internationaux de l’Innovation Automobile di Parigi (2009).
- Trofeo dell’Innovazione ad Automechanika Frankfurt (2010), consegnato direttamente dal Ministro dei Trasporti tedesco.[14]
- Premio “Galeria de Innovacion” Madrid (2011).
- “Premio della Stampa” GIPA (2013).
- Trofeo dell’Innovazione ad Automechanika Frankfurt (2014) in ben due categorie su sette.[15]
- Trofeo dell’Innovazione Automotive Irlanda (2014).
- “La Chiave d’Oro” Fiera MIMS di Mosca (2014).
- “La Chiave d’Oro”, Mosca (2015).
- Frost & Sullivan Award (2016).[16]
- Premio PTEN, Las Vegas. AXONE Nemo TRUCK, migliore prodotto (2018).[17]
- Premio PTEN, Las Vegas. eTRUCK, migliore prodotto (2019).[18]
- Premio PTEN, Las Vegas. eTRUCK OFF-HIGHWAY, migliore prodotto (2020).[19]
- Premio PTEN, Las Vegas. AXONE NEMO 2 TRUCK, migliore prodotto (2021).[20]